# Wolfgang de Boor
Wolfgang de Boor (* 23. Februar 1917 in Schürsdorf; † 7. Mai 2014 in Köln) war ein deutscher Psychiater, Professor für forensische Psychiatrie und Kriminologie an der Universität zu Köln und gerichtlicher Gutachter.

## Leben
Wolfgang de Boor war das zweite Kind der Marburger Schriftstellerin Lisa de Boor, geb. Hüttel, und des Juristen Wolfgang de Boor. Seine ältere Schwester war die Kinderärztin und Widerstandskämpferin Ursula de Boor, sein jüngerer Bruder der Psychoanalytiker Clemens de Boor. Er absolvierte am Gymnasium Philippinum in Marburg 1935 das Abitur. Nach seinem Wehrdienst begann er 1937 ein Medizinstudium in Marburg und Jena, das er 1941 mit Staatsexamen und Promotion abschloss. Während des Zweiten Weltkrieges war er bis 1945 als Sanitätsoffizier tätig. Anschließend nahm er in Heidelberg eine psychiatrische Facharztausbildung auf und habilitierte sich 1950 in Köln. 1958 wurde er zum Apl. Professor ernannt. Seit dieser Zeit wurde er in zahlreichen Gerichtsverfahren als Gutachter konsultiert. Nach einem juristischen Zusatzstudium von 1963 bis 1967 in Köln, gründete er 1969 das Institut für Konfliktforschung und war seit 1974 der Herausgeber der dort erscheinenden Schriftenreihe. 1980 wurde er zum Professor auf Lebenszeit ernannt. De Boor war verheiratet mit Marianne Gräfin Gežek von Rittersfeld (1919–2016).
Der Begriff Monoperceptose stammt von de Boor, er wurde verwendet in dem Aufsatz Terrorismus: Der «Wahn» der Gesunden.

## Werke (Auswahl)
- Psychiatrische Systematik – Ihre Entwicklung in Deutschland seit Kahlbaum. Springer, Berlin 1954
- Ursachen des Terrorismus in der Bundesrepublik Deutschland, mit Hans-Dieter Schwind, Verlag Walter de Gruyter, 1978, ISBN 3-11-007702-7.
- Über den Zeitgeist : Deutschland in den Jahren 1918–1990, mit Dieter Meurer, Marburg N.G. Elwert, 1993, ISBN 3-7708-1001-5.
- Das Böse : Staat, Gesellschaft, Familien im Widerstand gegen das Böse, Mitarbeit von Angela Brinck, Rottenburg a/N Mauer-Verl. Kriese, 2009, ISBN 978-3-86812-190-2.
- Kinderkriminalität : Chancen einer grundlegenden Prävention, Mitarbeit von Kornelia Benecken, Verlag Lengerich 2002, ISBN 3-936142-42-4.
- Resozialisierung – Utopie oder Chance, Köln Wienand, 1995.
- Wahn und Wirklichkeit : psychiatrische Grenzfälle vor Gericht, Verlag München Beck, 1997, ISBN 3-406-42741-3.
- Sozialer Infantilismus : Ursachen der Kriminalität, Hilden Verlag Deutsche Polizeiliteratur, 1991, ISBN 3-8011-0221-1.